# Оборона гори Муса-Даг
Оборона гори Муса-Даг (вірм. Մուսա լեռան ինքնապաշտպանություն) – 53-денна самооборона жителів шести вірменських сіл, розташованих у підніжжі гори Муса-Даг, що не підкорилися наказу османської влади про депортацію під час геноциду вірмен.

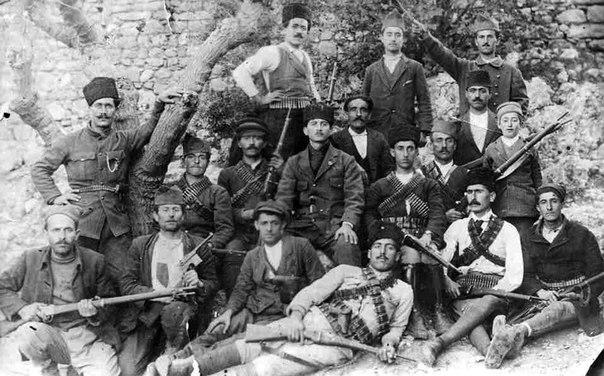
Мусалерці під час оборони 1915 рік.

## Наказ про депортацію. Підготовка до оборони
Після знищення більшої частини вірменського населення, здатного до спротиву, молодотурки весною 1915 року перейшли до відкритого винищення мирних вірмен. Вірмени Сведії дізналися про свою майбутню участь[де?] від  проповідника протестантської церкви Зейтуна Тиграна Андреасяна, котрому вдалося уникнути депортації. 13 липня 1915 року каймакам Антіохії віддав наказ про депортацію мусалерців, згідно з яким жителі Муса-Дагу повинні були покинути свої села протягом семи днів. 
Лише 60 родин не чинивши спротиву, погодились на депортацію. Решта населення вирішила організувати самооборону, локалізувавшись на горі Муса. Кількість незгодного вірменського населення становила близько 5 тисяч осіб. Влаштовуючи військовий табір на горі, селяни взяли із собою худобу, сільськогосподарський інвентар та провізію, а також доступні збройні запаси: 120 гвинтівок та дробовиків, близько 350 одиниць кременевої зброї та кавалерійських пістолетів.
Підйом на гору зайняв один день. Вірмени, що вирішили чинити опір створили спеціальний військовий орган, котрим керував Є. Ягубян. Очолив оборону Мовсес Тер-Галустян. Важливу роль серед повстанців також відіграли Петрос Тмлакян, Петрос Тутаглян, Тигран Андреасян та інші. Більшу частину тих, хто піднявся на гору становили жінки та діти. Для них було розбито намети, будувались хатини. Боєздатних чоловіків було всього 600. Споруджували оборонні позиції, створювали завали на дорогах.

## Оборона
21 липня термін збору селян для депортації вийшов. Побачивши, що більшість селян не бажали підкорятися наказу і піднялися на гору, турки атакували мусалерців 7 серпня 1915 року. Чисельність солдат турецького регулярного війська під час атаки складала 200 осіб. В ході бою турки понесли значні людські втрати (з 200 солдат вижили 80) та відступили. Вірмени заволоділи зброєю та двома гарматами.

Мовсес Тер-Галустян — керівник оборони вірмен на горі Муса-Даг під час проведення Туреччиною політики геноциду вірмен 1915 року. Пізніше генерал, член парламенту Сирії (1932 і 1936 роки) та Лівану (1943 рік).

Нова атака відбулася 10 серпня. Сили турків цього разу складалися з кількох тисяч солдат, ополченців з найближчих сіл, артилерії. Розвідка вірмен донесла, що турецькі солдати знаходилися в кожному гірському проході. Для того, щоб відбити турецькі наступи з усіх боків вірмени розділили сили. Маневр турецьких військ виявився обманом – вони сконцентрували свої зусилля в одному ключовому проході. Невдовзі турки піднялися вище, що загрожувало вірменському табору. Турків та вірмен відділяли лише 366 метрів та великий яр. Злякавшись даної ситуації, вірмени скликали військову нараду. Нарадою було вирішено оточити ворога вночі і розв'язати рукопашний бій. Турецькі солдати мали збройну перевагу, а головна перевага вірмен – знання рідної місцевості. Турки, яких заскочили зненацька, почали панікувати, офіцери віддавали безладні накази. Невдовзі полковником було віддано наказ про відступ. До світанку жодного турецького солдата не залишилось, а вірмени поповнили свої бойові запаси гвинтівками Маузера.
19 серпня відбувся новий наступ. Чисельність турецького війська збільшилась вдвічі та поповнилась бандами розбійників. Бій тривав два дні, туркам вдалося прорвати оборону в кількох місцях, але вирішального успіху не було досягнуто. Османські солдати відступили, проте значних втрат зазнали і захисники гори Муса.
Невзмозі подолати супротив, турецьке військо відмовилось на певний час від активних наступів, натомість розраховували одержати перемогу шляхом змору, оскільки у вірмен закінчувалися запаси їжі та боєприпасів. З цією метою турки локалізувались навколо гори, перекривши всі шляхи для мусалерців. Вірмени шукали виходу з даної ситуації. До Алеппо відправили гінця з посланням до американського консула, але йому не вдалося досягнути мети. Найсильніший плавець дістався до порту Александретти, аби перевірити наявність кораблів Антанти, але кораблів там не виявилося. 
Проте, керівники оборони сподівались, що допомога прийде саме зі сторони моря, звідки могли з’явитися кораблі союзників. Аби привернути їхню увагу, вірмени розпалювали вогнища, підняли на вершину гори два прапори, виготовлених із простирадл. На одному з них був зображений великий червоний хрест, а на іншому англійською мовою був напис «Християни в біді: врятуйте» (Christians in distress: rescue). Також на вершині. У тому випадку, коли в полі зору з’являться кораблі, один з учасників спротиву Мовсес Гркян повинен був проплисти до корабля та доставити лист, написаний англійською мовою з розповіддю про події, що стались та проханням про допомогу. Турки неодноразово пропонували мусалерцям здатися, але ті відкидали пропозицію.

## Евакуація

Французький військовий корабель "Жанна д'Арк"

5 вересня у морі з’явився французький панцерний крейсер «Гішен», з якого на берег було послано катер. Дізнавшись про складну ситуацію вірмен, командування крейсеру віддало наказ про артилерійський обстріл турецького війська. Повстанцям було обіцяно надати допомогу. Після чого крейсер відійшов. 

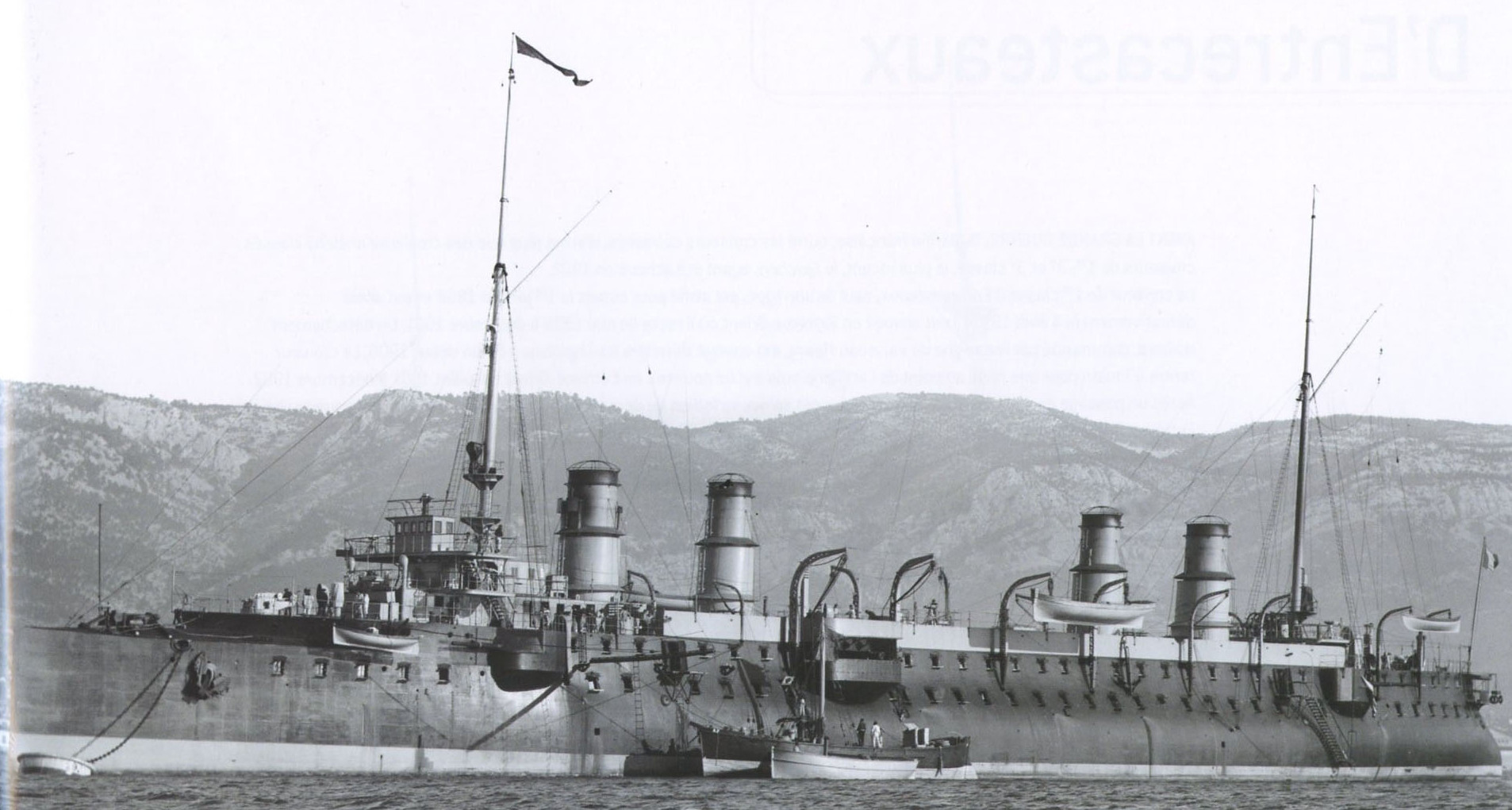
Французький військовий корабель "Гішен"

Через кілька днів турки перейшли у наступ, обстрілявши позицію вірмен з гармат. Вірмени відбили натиск, перейшовши в контратаку. 
10 вересня до берега підійшли два французьких кораблі, обстрілюючи турецькі сили. Вірменам повідомили, що французький уряд ухвалив рішення перевезти їх у Порт-Саїд. 13-15 вересня вірменських повстанців було прийнято на борт корабля «Жанна д'Арк» та інших (серед кораблів були чотири французьких та один англійський). До єгипетського міста Порт-Саїд врятовані вірмени прибули в середині вересня. Врятовано було понад 4000 людей. 
Евакуація захисників гори Муса було єдиним випадком періоду геноциду вірмен, коли союзні війська напряму взяли участь у їх порятунку.
Після висадки у Порт-Саїді вірмени перебували в таборах для біженців до кінця війни. Керівники оборони Муса-Дагу надали допомогу Антанті в кількості 500 осіб для наступу на турецьке узбережжя.

## Пам’ять та відображення в культурі

### Пам’ять в історії
Оборона гори Муса увійшла в історію національно-визвольної боротьби вірмен як одна з найгероїчніших сторінок. 
Після Другої світової війни мусалерці, що залишились живими та їх нащадки репатріювалися в Радянську Вірменію, де заснували село Мусалер в Ечміадзинському районі. 1976 року на пагорбі неподалік Мусалера було споруджено пам’ятник героям оборони гори Муса. Щороку в середині вересня там вшановують події 1915 року. 
У музеї, що розташований у місті Анджар зберігаються речі, що пам’ятають ті події: 18 скринь з прахом захисників Муса-Дага, білий прапор з червоним хрестом, польовий бінокль та стара мисливська рушниця. 

### Кінематограф
У 1982 році режисер С. Мурадян зняв однойменний фільм за мотивами роману Ф. Верфеля «40 днів Муса-Дагу», автором сценарію якого виступив А. Акопян.